# Salvador Milà Solsona
Salvador Milà i Solsona (Barcelona, 7 de julio de 1953) es un jurista y político español. Fue diputado en el Parlamento de Cataluña en la VIII, IX y X legislaturas por ICV-EUiA. 

## Biografía
Milà es licenciado en Derecho por la Universidad de Barcelona, especializado en Derecho administrativo y urbanístico y en derecho civil. En 1975 ingresó en el PSUC, después de mantener vínculos de colaboración. Elegido concejal del Ayuntamiento de Mataró en 1979 en las listas del Partido Socialista Unificado de Cataluña, ocupó la concejalía de urbanismo hasta el año 1984. En 1987 encabezó las listas de Iniciativa per Catalunya Verds (ICV), repitiendo candidatura en las elecciones de 1991, 1995 y 1999. Del 1992 al 1999 ocupó la concejalía de Urbanismo, pero en 1999 pasó a la oposición. Dejó sus responsabilidades municipales en mayo de 2003.

## Consejería de Medio Ambiente y Vivienda
El 20 de diciembre de 2003 fue nombrado Consejero de Medio ambiente y Vivienda en el gobierno de Cataluña 2003-2006, consejería desde la que impulsó la aplicación efectiva de la legislación medioambiental en el ámbito de la industria, hecho que le supuso un enfrentamiento con algunos sectores empresariales. El 20 de abril de 2006, a raíz de la remodelación de gobierno impulsada por el presidente Pasqual Maragall fue cesado del cargo.
En la legislatura 2010-2012 ha sido diputado en el Parlamento de Cataluña por el grupo parlamentario de ICV-EUiA. Presidente de la Comisión de Justicia y Portavoz a las Comisiones de Justicia y Síndico de Agravios y miembro de la Comisión de Unión Europea y Acción exterior así como miembro del Consejo de Comunidades Catalanas en el exterior.
Orgánicamente, es miembro de la Comisión ejecutiva y del Consejo Nacional de Iniciativa per Catalunya Verds y del  Partido Socialista Unificado de Cataluña desde el año 1975.